# 愛情力學
《愛情力學》改编自Faddist的同名小说，由WeTV與Rookie Thailand联合制作，黃立賢（Yin）與瓦納拉特·拉薩梅拉特（War）領銜主演，2022年1月18日起播出的泰國同性校園愛情劇，为《學長的愛情攻心計》中關於Mark和Vee之間的完整故事。
此剧由WeTV与Rookie Thailand合作拍摄，在WeTV举办的「WeTV Always More 2022」的「 WeTV ORIGINAL Reveal 2022 LINE UP」新剧发布环节上与其他12个剧集一释出。

## 演员阵容
- 黄立贤 饰演 Vee
- 瓦纳拉特·拉萨梅拉特 饰演 Mark
- 拉查帕特·沃拉萨恩 饰演 Nuea
- 薇琳萨兰·唐绮苏瓦妮 饰演 Ploy
- 鲁安格里特·西里潘尼特 饰演 Pack